# Odontosia stringei
Odontosia stringei är en fjärilsart som beskrevs av Hans Ferdinand Emil Julius Stichel 1918. Odontosia stringei ingår i släktet Odontosia och familjen tandspinnare. Inga underarter finns listade i Catalogue of Life.